# Mansa (Herrschertitel)
Mansa (pl. Mansolu) ist ein Herrschertitel aus dem mittelalterlichen Afrika. Er bedeutet in der Sprache Mandinka König der Könige. Der Titel wurde von den Königen des islamischen Königreichs Mali, das Westafrika vom 13. bis ins frühe 15. Jahrhundert dominierte, geführt.
Der erste Träger des Titels war der legendäre Gründer des Reiches Sundiata Keïta. Die Daten sind allerdings nicht absolut, da in der Fachwissenschaft unterschiedliche Auffassungen vorherrschen. Die in der folgenden Liste genannten Regentschaftszeiten gehen auf den französischen Orientalisten Maurice Delafosse zurück, der die Daten vor einhundert Jahren errechnete und teilweise sehr willkürlich vorging. Seine Berechnungen, die auf den Angaben des nordafrikanischen Historikers Ibn Chaldūn basieren, sind von jüngeren Historikern kritisiert und auch korrigiert worden.

## Herrscherliste des Mali-Reiches
- Sundiata Keïta (1245–1260)
- Oulin I. (1260–1270)
- Ouati Keïta (1270–1274)
- Khalifa Keïta (1274–1275)
- Abu Bakr (1275–1285)
- Sakura (1285–1300)
- Qū (1300–1305) – fälschlich oft „Gao“ geschrieben[3]
- Mohammed ibn Qu (1305–1310 o. 1312)
- Abubakari (Abu Bakr) II. (1310–1312) – vermutlich eine fiktive Person
- Mansa Musa (Kankan Musa I.) (1312–1337)
- Maghan (1337–1341)
- Suleyman (1341–1360)
- Kassa (1360)
- Mari Diata II. (1360–1374)
- Musa II. (1374–1387)
- Magha II. (1387–1389)
- Sandaki (1389–1390)
- Mahmud (1390–1400)